# Fūto Tantei
Fūto Tantei (jap.: 風都探偵) ist eine Mangareihe von Autor Riku Sanjō und Zeichner Masaki Satō, die seit 2017 in Japan erscheint. Sie basiert auf dem Kamen-Rider-Franchise und setzt die Live-Action-Serie Kamen Rider W fort. Die Geschichte erzählt vom Ermittlerduo, das sich in Kamen Rider W gefunden hat, und nun Angriffe von Monstern auf ihre Stadt Fūto aufklärt. Sie treffen dabei auf die junge Frau Tokime, die sie von da an begleitet.

## Inhalt
Nach den Ereignissen von Kamen Rider W bilden Shōtarō Hidari und Philip ein Ermittlerteam unter ihrer Chefin Akiko Narumi. Und während sie als Privatdetektive meist eher einfache Aufgaben erledigen, beschützen die beiden als Kamen Rider W heimlich ihre Stadt Fūto. Shōtarō kann sich in Kamen Rider W verwandeln und die immer wieder Dopants bekämpfen – Monster, in die sich Menschen verwandeln, die illegale Gaia Memories benutzen. Diese Technik von Memorie-Sticks, die an den Körper angeschlossen werden, wurde von der Familie Philips entwickelt und wird auch zur Verwandlung in Kamen Rider verwendet. Philip hat die Fähigkeit, mit seinem Bewusstsein auf die digitale Gaia Library zuzugreifen und so für die Ermittlungen zu recherchieren. Bei Verwandlungen in Kamen Rider W verlässt sein Geist den Körper des etwas weltfremden Philip und er wird ohnmächtig. Als eines Abends Shōtarō auf eine geheimnisvolle Frau trifft, verdächtigen sie sie bald, hinter einer Serie von Morden und verschwundenen Bürgern zu stecken. Doch Tokime, als die sich die Frau ihnen bald zu erkennen gibt, ist obdachlos und hat selbst ihr Gedächtnis verloren. Der Dopant ist der Angehörige einer Yakuza-Gruppe, der mit dem Gaia Memory mehr Macht erhalten wollte. Tokime wird von den Ermittlern aufgenommen und soll nun als Shōtarōs Assistentin arbeiten, während Philip ihren Gedächtnisverlust untersuchen soll.
Die Mitarbeit von Tokime bringt jedoch auch Streit in die Gruppe, denn Philip kann ihr noch nicht vertrauen. Erst als sie weiter zusammen arbeiten und sich aussprechen, wird der Konflikt gelöst. Nebenbei macht Tokime auch Bekanntschaft mit Ryū Terui, dem Polizisten, mit dem Narumi zusammen ist. Wie auch die beiden Detektive hat er eine zweite Identität und beschützt als Kamen Rider Accel in Form eines Motorrades die Stadt. Und die Gruppe sucht weiter nach den „schwarzen Fūto“, einer Parallelstadt, über die auch der Dopant in die Stadt gekommen ist und die Tokime genutzt hat, ehe sie von den Detektiven aufgenommen wurde. Als sie schließlich mit weiteren Dopant konfrontiert werden, tritt der geheimnisvolle Yukiji Bandō auf, den sie bald als Strippenzieher erkennen. Er herrscht über das schwarze Fūto, in dem Dopants gegeneinander kämpfen und die stärksten von ihnen seine Untergebenen werden. Viele Menschen werden in diese Stadt gezogen oder hierhin verschleppt und dienen den Dopant als Nahrung. Shōtarō, Philip und Ryū gelingt es schließlich, in das schwarze Fūto einzudringen und den Kampf mit einem der stärksten Dopant aufzunehmen. Auch Tokime hat es in die dunkle Stadt verschlagen. Sie wird aufgegriffen und soll zu Bandō gebracht werden, kann aber unerwartete Kräfte in sich erwecken und fliehen. Die Kamen Rider können zwar im Kampf bestehen und ihre Gegner schwächen, doch diese ziehen sich zurück und verschließen den Weg in das schwarze Fūto.

## Manga
Der Manga erscheint seit 7. August 2017 in einzelnen Kapiteln im Magazin Big Comic Spirits bei Shogakukan. Der Verlag bringt die Kapitel auch gesammelt in bisher 18 Bänden heraus (Stand: April 2025). Der erste Band verkaufte über 80.000 Exemplare in den ersten vier Wochen nach Veröffentlichung, der dritte und vierte der Bände verkaufte sich über 100.000 Mal in den ersten beiden Wochen, der fünfte noch knapp 90.000 Mal.

## Anime-Fernsehserie
Bei Studio Kai entstand eine Adaption des Mangas als Anime für das japanische Fernsehen. Dabei führte Yōsuke Kabashima Regie und Hauptautor war Tatsuto Higuchi. Das Charakterdesign entwarf Hidekazu Ebina und die künstlerische Leitung lag bei Yukihiro Watanabe. Die Tonarbeiten leitete Jin Aketagawa und für die Kameraarbeit waren Tsuyoshi Shimura und Yūichi Takezawa verantwortlich. Produzenten waren Megumi Naitō und Taisuke Furuya.
Die Fernsehserie wurde erstmals im April 2021 angekündigt. Die 12 Folgen mit je 25 Minuten Laufzeit wurden erstmals vom 1. August bis zum 17. Oktober 2022 von Tokyo MX in Japan ausgestrahlt. Parallel fand bei Crunchyroll die internationale Veröffentlichung per Streaming statt. Auf Spanisch und Portugiesisch wurden dafür im Auftrag von Funimation Entertainment auch Synchronfassungen erstellt. Darüber hinaus wurden Untertiteln unter anderem in Deutsch und Englisch bereitgestellt.

### Synchronisation
| Rolle          | Japanische Stimme (Seiyū) |
| -------------- | ------------------------- |
| Shōtarō Hidari | Yoshimasa Hosoya          |
| Philip         | Kōki Uchiyama             |
| Tokime         | Akira Sekine              |
| Yukiji Bandō   | Daisuke Ono               |
| Ryū Terui      | Makoto Furukawa           |
| Akiko Narumi   | Mikako Komatsu            |

### Musik
Die Musik der Serie komponierten Kotaro Nakagawa und Shuhei Naruse. Der Vorspann ist unterlegt mit dem Lied Private Eye von Big Gadgets ft. Aya Kamiki with Takuya. Für den Abspann verwendete man das Lied Tsumi to Batsu to Angura von Mitsuru Matsuoka. Während der dritten Folge wird W-G-X ~W Goes Next~ von Aya Kamiki with Takuya eingespielt, in der vierten Folge Let's go ahead von Machico.

## Bühnenstück
Im Dezember 2022 und Januar 2023 wurde im Sunshine Theater in Tokio und im Umeda Arts Theater Drama City in Osaka eine Adaption der Geschichte als Bühnenstück gezeigt. Die Titelrollen in Fūto Tantei The STAGE übernahmen Tsubasa Kizu als Philip und Masanari Wada als Shōtarō Hidari. Nobuhiro Mōri führte Regie und schrieb gemeinsam mit Riku Sanjō den Text.